# Finneas O'Connell
Finneas O'Connell (Los Angeles, 30 juli 1997), ook bekend als FINNEAS, is een Amerikaanse singer-songwriter, muzikant, platenproducer en acteur.
O'Connell heeft muziek geschreven en geproduceerd voor meerdere artiesten, waaronder de meest opvallende in het rijtje; zijn jongere zus Billie Eilish. Hij won zes Grammy Awards, o.a. Album of the Year, Non-Classical en Best Engineered Album. Non-classical kreeg hij vanwege zijn werk aan Eilish' debuutalbum When We All Fall Asleep, Where Do We Go? (2019). In 2020 behaalde O'Connell voor het eerst de Nederlandse en Vlaamse Tipparade met het nummer What They'll Say About Us
Als acteur speelde O'Connell de hoofdrol als Shane in de onafhankelijke film Life Inside Out (2013). Hij is ook bekend om zijn rol als Alistair in de Fox-televisieserie Glee. In 2011 speelde hij Spencer in de film Bad Teacher. Hij speelde verder een terugkerende rol in de televisieserie van ABC, Modern Family en verscheen in twee afleveringen van Aquarius. Ook sprak hij de stem in van Jesse uit de band 4-Town in de Pixar-film Turning Red uit 2022.
Finneas heeft sinds 2018 in een relatie met de Amerikaanse Youtuber, presentatrice en actrice Claudia Sulewski.

## Discografie

### Singles
| Single met eventuele hitnotering(en) in de Nederlandse Top 40 | Datum van verschijnen | Datum van binnenkomst | Hoogste positie | Aantal weken | Opmerkingen |
| ------------------------------------------------------------- | --------------------- | --------------------- | --------------- | ------------ | ----------- |
| What They'll Say About Us                                     | 2020                  | 05-09-2020            | tip11           | 5            |             |

| Single met hitnotering(en) in de Vlaamse Ultratop 50 | Datum van verschijnen | Datum van binnenkomst | Hoogste positie | Aantal weken | Opmerkingen |
| ---------------------------------------------------- | --------------------- | --------------------- | --------------- | ------------ | ----------- |
| What They'll Say About Us                            | 2020                  | 12-09-2020            | tip26           | -            |             |
| Can't Wait to Be Dead                                | 2020                  | 31-10-2020            | tip             | -            |             |

- Bibsys: 1602157051909
- Biblioteca Nacional de España: XX6380289
- Bibliothèque nationale de France: cb17978588p (data)
- Gemeinsame Normdatei: 1201123836
- International Standard Name Identifier: 0000 0004 7566 1292
- Library of Congress Control Number: no2019152593
- MusicBrainz: 151cd917-1ee2-4702-859f-90899ad897f8
- Nationale Bibliotheek van Tsjechië: xx0264675
- Nederlandse Thesaurus van Auteursnamen: 433249668
- Virtual International Authority File: 1817157162073178980006
- WorldCat: E39PBJfrPqjkMbPhHfppDyJxDq